# حزب الخضر في ألمانيا الديموقراطية الشرقية
حزب الخضر (بالألمانية: Grüne Partei)‏ كان حزب سياسي تم تأسيسه في ألمانيا الشرقية في فبراير 1990. في أول انتخابات حرة في برلمان فولكسكامر، تحالف الحزب مع جمعية المرأة المستقلة (Unabhängige Frauenverband) وحصل على 2.0٪ من الأصوات. انسحبت الرابطة النسائية وشكل حزب الخضر مجموعة برلمانية مشتركة مع التحالف 90. 

## روابط خارجية
- حزب الخضر في جمهورية ألمانيا الديمقراطية من Chronik der Wende